# Serafín María Armora y González
Serafín María Armora y González (Olinalá, 6 de octubre de 1876 - Tampico, 15 de octubre de 1955) fue un prelado mexicano de la Iglesia católica. Fue el VII obispo de Tamaulipas (actualmente conocida como la Diócesis de Tampico) de 1923 hasta su muerte en 1955.

## Biografía
Nacido en Olinalá, actualmente perteneciente al Estado de Guerrero, estudió en el seminario de Chilapa ordenándose presbítero el 21 de diciembre de 1899 y poco después trabajó como vicario cooperador en la catedral de su diócesis. Llegó a ser profesor y rector del seminario de Chilapa, su alma mater, y también director del Colegio del Sagrado Corazón. Fue párroco en Iguala, Cacalotenango, Ayutla y Chilpancingo.
El 3 de agosto de 1923 fue designado a ser obispo en el estado de Tamaulipas, recibiendo la consagración episcopal el 30 de noviembre de ese mismo año en la ciudad de Jalapa, Veracruz por parte del entonces obispo Rafael Guízar y Valencia, pero no se instaló hasta el 6 de enero de 1924. En la ceremonia, como co-consagrantes estuvieron el obispo de Papantla, Nicolás Corona y Corona, y el obispo auxiliar en la Ciudad de México, Maximino Ruiz y Flores.
Armora fue uno de los muchos clérigos mexicanos que sufrieron el período de la Guerra Cristera, sin poder presidir con plena libertad la diócesis que se le había encomendado; pero al final de la etapa de la persecución religiosa, ayudó mucho al desarrollo de la actividad diocesana. El 19 de marzo de 1946 funda el Seminario Conciliar de Tampico, y entre muchas otras obras también destacan el Dormitorio del Niño Pobre, el Asilo de los Ángeles, el Club Amanecer y asociaciones juveniles en la ciudad de Tampico.
Monseñor Serafín María Armora falleció el 15 de octubre de 1955 en Tampico a la edad de 79 años, y cuyos restos se encuentran en la Catedral de Tampico.